# Totaktsmotor
En totaktsmotor er en stempel- og forbrændingsmotor, som under en termodynamisk kredsproces udvikler energi ved tilførsel af brændstof.
Motoren fungerer i to takter svarende til et stempelslag modsat en firetaktsmotor, som anvender fire takter og det dobbelte antal stempelslag.

## Hovedtyper
Denne motor findes i to hovedtyper:

### Dieselmotorer
Dieselmotorer, hvor antændelse af luft foregår ved kompression og indsprøjtning af diesel i slutning af anden takt.

#### Anvendelse
Blandt andet som drivkraft i skibe, generator-aggregater o.a.

### Benzinmotorer
Benzinmotorer, hvor antændelse af gasblanding (benzin + luft) foretages med tændrør eller anden mekanisk tændenhed.

#### Anvendelse
Blandt andet som drivkraft i haveredskaber o.a.

## Arbejdsgang
- en indsugningstakt, hvor stemplet på vejen ned suger/ henholdsvis trykker gasblandingen fra eks. krumtaphuset ind i cylinderen via skylleluftkanaler fra krumtaphuset til cylinderen
- en udstødnings/ kompressionstakt, hvor stemplet på vejen op først skaffer sig af med resterne fra tidligere forbrænding gennem udstødningsporten ca. midt på cylinderen og når stemplet har passeret denne – kompressionstakten, hvor den under indsugningstakten indsugede gasblanding komprimeres.

### Detaljer
Når stemplet når i top, antændes gasblandingen af kompresionen/ gnisten i tændrøret og forbrændingen presser stemplet ned, og det hele gentages. Der er således forbrænding hver gang stemplet er i top, i modsætning til firetaktsmotoren, hvor der kun er forbrænding og dermed arbejdstakt, hver anden gang stemplet er i top.
Systemet er så forfinet på flere konstruktioner med ventiler (bladventiler, nogle kaldet Reed-ventiler) til at styre indsugningen direkte på krumtappen, og udstødninger med nøje afpasset modstand for at styre fyldning af cylinderen.
Totaktsmotoren har mange fordele – herunder at den er enkel, driftsikker og billig at fabrikere – men har desværre også to væsentlige ulemper/problemer:
1. Problem: Da selve arbejdsprocessen i totaktsmotoren sker både på stemplets overside og på stemplets underside (i krumtaphuset), kan man ikke smøre totaktsmotoren som på en firetaktsmotor, hvor der er et selvstændigt smøresystem med smøreolie, som bliver sprøjtet eller pumpet rundt i motoren og samlet op igen i krumtaphuset, hvorfra olien kan bruges igen og igen. Derfor er det nødvendigt, at man i totaktsmotoren i stedet blander smøreolien (som regel 2 – 4 % af brændstoffet) med brændstoffet, enten ved at blande smøreolien med brændstoffet i brændstoftanken, eller ved at tilsætte det i karburatoren, lige inden brændstoffet blandet med luft suges ind i motoren. Det betyder, at udstødningen på en totaktsmotor indeholder forbrændt eller uforbrændt smøreolie, som betyder, at totaktsmotoren forurener mere end firetaktsmotoren.
2. Problem: Da fyldning og tømning af cylinderen (over stemplet) sker samtidigt i en totaktsmotor, er det svært – eller umuligt – helt at undgå, at uforbrændt blanding, der kommer ind i cylinderen blandes lidt med forbrændt blanding, der skal ud af cylinderen. Hvis – den uforbrændte blanding ikke kommer helt ud, vil motoren ikke køre tilfredsstillende – og hvis der i stedet kommer lidt uforbrændt blanding med ud, inden stemplet når op og lukker for udgangen (hvilket i praksis er den mest sandsynlige løsning), kommer der uforbrændt blanding med ud i udstødningen, hvilket både er uøkonomisk og forurener.
Disse problemer/ulemper betyder, at totaktsmotoren i dag kun anvendes i små motorcykler, knallerter, bådmotorer, kædesave m.m. og andre steder, hvor enkelhed, lav vægt og prisbillighed er vigtige egenskaber. Der produceres således i dag fx ikke biler med totaktsmotor.